# Irene Minghini-Cattaneo
Irene Minghini-Cattaneo fue una destacada mezzosoprano italiana nacida en Lugo di Romagna (Rávena) en 1892 y fallecida en Rímini en 1944, víctima de bombardeos durante la Segunda Guerra Mundial.

## Biografía
Nacida Irene Minghini Boschi, estudió con Cicognani y Ettore Cattaneo con quien se casó en 1920. Cattaneo era el director de la Casa Ricordi de Milán, una de las razones por las cuales se atribuye la cantante no hizo una gran carrera internacional aunque cantó en Inglaterra, España, Austria, Alemania, Grecia y Egipto.
Debutó en el Teatro Carcano de Milán en 1918 en Andrea Chénier (Madelon) seguido por Amneris, su rol más famoso al que pronto añadió Azucena, Adalgisa, Eboli, La Cieca, Dalila, Laura, Elena, L’Innocente (L’Arlesiana), Preziosilla, Giglietta, Maddalena, Ulrica y Mrs. Quickly. Debutó en La Scala en 1928 y anteriormente en Niza y la Arena de Verona.
En 1928 cantó en Covent Garden con Dusolina Giannini y Aureliano Pertile y fue Adalgisa para la Norma de Rosa Ponselle y Ortrud para el Lohengrin de Beniamino Gigli. En San Sebastián cantó Azucena de Il trovatore junto a Giacomo Lauri-Volpi y en 1929 cantó Marina en Boris Godunov junto a Feodor Chaliapin.
Se última actuación fue como La Cieca de La Gioconda en 1941. 
Su repertorio abarcó 27 personajes.
Murió a los 52 años en su villa de Rimini durante un bombardeo de las fuerzas aliadas en 1944.

## Discografía
- Verdi - Aida (Sabajno 1928/Giannini, Pertile, Inghilleri, Masini)

- Verdi - Il Trovatore (Nastrucci and Sabajno 1930/Carena, Pertile, Granforte)

- Verdi - Messa da Requiem (Sabajno 1927/Fanelli, Gigli, Pinza)

- The Great Italian Mezzosopranos (1902 - 1930)